# Herman Ferdinandus Maria Münninghoff
Herman Ferdinandus Maria Münninghoff, né le 30 novembre 1921 à Woerden aux Pays-Bas et mort le 7 février 2018 à Wijchen (Pays-Bas),, est un évêque indonésien d'origine néerlandaise, évêque de Jayapura de 1972 à 1997.

## Formation
Herman Münninghoff est ordonné prêtre au sein de l'Ordre des frères mineurs le 15 mars 1953.
Le 6 mai 1972, le pape Paul VI le nomme Évêque de Jayapura. 
Il reçoit l'ordination épiscopale le 10 septembre 1972 des mains de Mgr. Justinus Darmojuwono.
Le 29 août 1997, atteint par la limite d'âge, il démissionne de sa fonction d'Évêque de Jayapura.